# Bratři jak se patří
Bratři jak se patří (v anglickém originále Stuck on You) je americká filmová komedie z roku 2003. Režisérem filmu je duo Peter Farrelly & Bobby Farrelly. Hlavní role ve filmu ztvárnili Matt Damon, Greg Kinnear, Cher, Eva Mendes a Wen Yann Shih.

## Obsazení
| Matt Damon         | Robert Tenor   |
| Greg Kinnear       | Walter Tenor   |
| Cher               | sama sebe      |
| Eva Mendes         | April Mercedes |
| Wen Yann Shih      | May Fong       |
| Pat Crawford Brown | Mimmy          |
| Ray Valliere       | Rocket         |
| Tommy Songin       | Tommy          |
| Jay Leno           | sám sebe       |
| Meryl Streep       | sama sebe      |
| Luke Wilson        | sám sebe       |